# Michael T. Flynn
Michael T. Flynn (ur. 1958) – amerykański wojskowy, pisarz i polityk, w 2017 r. doradca ds. bezpieczeństwa narodowego w administracji Donalda Trumpa.

## Życiorys
Urodzony w grudniu 1958 roku. W 1981 r. ukończył University of Rhode Island, po czym wstąpił do wojska, w którym trafił do wywiadu. Pełnił kolejno funkcje szefa wywiadu w dowództwie operacji specjalnych w Iraku i Afganistanie (2004–2007), dowództwie generalnym (2007–2008), kolegium połączonych sztabów (2008–2009), International Security Assistance Force (2009–2010), po czym objął funkcję szefa Agencji Wywiadowczej Departamentu Obrony (2012–2014), jednak został zmuszony do odejścia z powodu chaotycznego sposobu zarządzania. W jego własnej opinii powodem było natomiast jego twarde stanowisko w kwestii zwalczania islamskiego terroryzmu. Z armii odszedł w stopniu generała porucznika i założył firmę doradczą Flynn Intel Group, która ma niejasne powiązania biznesowe w krajach Bliskiego Wschodu i prawdopodobnie lobbuje w USA na rzecz tureckiego rządu.
W następnych latach krytykował władze za brak zdecydowanych działań przeciw terrorystom, głosił też, że USA są w stanie wojny z globalnym islamem. Jako orędownik zdecydowanej walki przeciw terroryzmowi był zwolennikiem współpracy z Rosją – do tej tezy przekonał Donalda Trumpa. Dodatkowo w grudniu 2015 r. pojechał do Moskwy na 10. urodziny propagandowej rosyjskiej telewizji Russia Today, a co najmniej kilka razy wystąpił w niej w roli eksperta.
W kampanii prezydenckiej w 2016 r. mocno wspierał jej późniejszego zwycięzcę, Donalda Trumpa. W nowej administracji objął posadę doradcy ds. bezpieczeństwa narodowego, jednak ustąpił ze stanowiska po 24 dniach, 13 lutego 2017 r., gdy na jaw wyszły jego kontakty z ambasadą Rosji w okresie między wyborami prezydenckimi i zaprzysiężeniem nowego prezydenta i to, że zataił je przed wiceprezydentem i przedstawicielami FBI. Początkowo Flynn zaprzeczał tym kontaktom, ale po ujawnieniu kolejnych dowodów zmuszony był podać się do dymisji. Efektem konfliktu prezydenta Trumpa z wywiadem oraz ujawnieniem kontaktów Flynna z Rosjanami, amerykańskie służby wywiadowcze znacząco ograniczyły przepływ informacji do Białego Domu. Senatorowie zarówno z Partii Demokratycznej jak i Partii Republikańskiej zapowiedzieli parlamentarne śledztwo w sprawie Flynna.
1 grudnia 2017 r. prokurator Robert Mueller oskarżył Flynna jako pierwszego członka administracji Białego Domu o celowe i świadome składanie fałszywych zeznań w sprawie spotkania z rosyjskim ambasadorem w grudniu poprzedniego roku. 25 listopada 2020 prezydent Donald Trump zastosował wobec Flynna prawo łaski w postaci aktu abolicji indywidualnej.
Wraz z Michaelem Ledeenem jest autorem książki The Field of Fight: How We Can Win the Global War Against Radical Islam and Its Allies (2016 r.).
Żonaty z Lori Flynn, para ma dwóch synów.